# Twierdzenie Riemanna-Lebesgue’a
Twierdzenie lub lemat Riemanna–Lebesgue’a – twierdzenie analizy harmonicznej, noszące nazwiska Bernharda Riemanna i Henriego Lebesgue’a, mówiące o tym, że transformata Fouriera lub transformata Laplace’a funkcji bezwzględnie całkowalnej w sensie Lebesgue’a znika w nieskończoności.

## Twierdzenie
Niech {\displaystyle f\colon \mathbb {R} \to \mathbb {C} } będzie funkcją mierzalną należącą do przestrzeni Lebesgue’a {\displaystyle \mathrm {L} ^{1}(\mathbb {R} ),} tzn. spełniającą nierówność
{\displaystyle \int _{\mathbb {R} }|f|<\infty .}
Wówczas transformata Fouriera
{\displaystyle {\hat {f}}(t)=\int \limits _{-\infty }^{+\infty }f(x)e^{-itx}\,dx\to 0,\quad {\mbox{ przy }}|t|\to \infty ,}
bądź innymi słowy: obraz {\displaystyle {\hat {f}}} należy do podprzestrzeni {\displaystyle C_{0}(\mathbb {R} )} funkcji ciągłych znikających w nieskończoności przestrzeni {\displaystyle \mathrm {L} ^{1}(\mathbb {R} ).}

## Dowód
Niech {\displaystyle f\colon \mathbb {R} ^{n}\to \mathbb {C} } będzie funkcją mierzalną z przestrzeni{\displaystyle \mathrm {L} ^{1}(\mathbb {R} ^{n}),} czyli {\displaystyle \|f\|_{L_{1}(\mu )}<+\infty ,} wówczas:
|  |  | {\displaystyle \lim _{\\|\omega \\|_{L_{\infty }}\to +\infty }\int \limits _{\mathbb {R} ^{n}}f(x)e^{-i\omega x}=0,} |  | (1) |

gdzie {\displaystyle \omega =(\omega _{1},\omega _{2},...,\omega _{n})\in \mathbb {R} ^{n}.}
Zacznijmy obliczenia od funkcji charakterystycznej przesuniętego o dowolny wektor hipersześcianu o bieżącym punkcie centralnym {\displaystyle P_{0}=(p_{1},p_{2},...,p_{n})} i boku o długości równej {\displaystyle \Delta .} Zbiór będzie oznaczany dalej jako {\displaystyle [P_{0},\Delta ].}
{\displaystyle \int \limits _{[P_{0},\Delta ]}1_{[P_{0},\Delta ]}e^{-i\omega x}dx=\prod _{j=1}^{n}\left(\;\int \limits _{p_{j}-{\frac {\Delta }{2}}}^{p_{j}+{\frac {\Delta }{2}}}e^{-i\omega _{j}x_{j}}dx_{j}\;\right).}
Fakt, że {\displaystyle \|\omega \|_{L_{\infty }}\to +\infty ,} wskazuje iż przynajmniej jedna ze składowych wektora {\displaystyle \omega ,} dąży do nieskończoności, bez utraty ogólności można przyjąć, że jest to {\displaystyle \omega _{1}} a zatem:
{\displaystyle 0\leqslant \lim _{\omega _{1}\to \infty }\left|\;\int \limits _{p_{1}-{\frac {\Delta }{2}}}^{p_{1}+{\frac {\Delta }{2}}}e^{-i\omega _{1}x_{1}}dx_{1}\;\right|=\lim _{\omega _{1}\to \infty }\left|\left[{\frac {e^{-i\omega _{1}x_{1}}}{-i\omega _{1}}}\right]_{p_{1}-{\frac {\Delta }{2}}}^{p_{1}+{\frac {\Delta }{2}}}\right|\leqslant \lim _{\omega _{1}\to \infty }{\frac {2}{\left|\omega _{1}\right|}}=0,}
skutkiem czego, korzystając między innymi z nierówności trójkąta, uzyskuje się:
|  |  | {\displaystyle {\begin{aligned}0\leqslant \lim _{\\|\omega \\|_{L_{\infty }}\to +\infty }\left\|\int \limits _{[P_{0},\Delta ]}1_{[P_{0},\Delta ]}e^{-i\omega x}dx\right\|&=\lim _{\omega _{1}\to \infty }\left\|\int \limits _{p_{1}-{\frac {\Delta }{2}}}^{p_{1}+{\frac {\Delta }{2}}}e^{-i\omega _{1}x_{1}}dx_{1}\right\|\prod _{j=2}^{n}\left\|\int \limits _{p_{j}-{\frac {\Delta }{2}}}^{p_{j}+{\frac {\Delta }{2}}}e^{-i\omega _{j}x_{j}}dx_{j}\right\|\\&\leqslant \lim _{\omega _{1}\to \infty }\left\|\int \limits _{p_{1}-{\frac {\Delta }{2}}}^{p_{1}+{\frac {\Delta }{2}}}e^{-i\omega _{1}x_{1}}dx_{1}\right\|\prod _{j=2}^{n}\int \limits _{p_{j}-{\frac {\Delta }{2}}}^{p_{j}+{\frac {\Delta }{2}}}\left\|e^{-i\omega _{j}x_{j}}\right\|dx_{j}\\&\leqslant \lim _{\omega _{1}\to \infty }\left\|\int \limits _{p_{1}-{\frac {\Delta }{2}}}^{p_{1}+{\frac {\Delta }{2}}}e^{-i\omega _{1}x_{1}}dx_{1}\right\|\Delta ^{n-1}=0.\end{aligned}}} |  | (2) |

Niech {\displaystyle A} będzie dowolnym zbiorem mierzalnym takim, że jego miara Lebesgue’a {\displaystyle \mu (A)} ma pewną skończoną wartość liczbową, natomiast {\displaystyle {\widetilde {A}}} przybliżeniem {\displaystyle A} takim, że {\displaystyle A\subseteq {\widetilde {A}},} ponadto:
{\displaystyle {\widetilde {A}}=\bigcup _{m=1}^{\infty }[P(m),\Delta (m)],\quad {\text{ gdzie }}\forall _{(k,j)\in \mathbb {Z} _{+}^{2}:k\neq j}\ (P(k),\Delta (k))\cap (P(j),\Delta (j))=\emptyset }
{\displaystyle \chi _{\widetilde {A}}=\sum _{m=1}^{\infty }1_{(P(m),\Delta (m))}+\chi _{S},}
gdzie {\displaystyle (P(m),\Delta (m))} jest maksymalnym zbiorem otwartym zawartym w {\displaystyle [P(m),\Delta (m)],} {\displaystyle S=\bigcup _{m=1}^{\infty }[P(m),\Delta (m)]-(P(m),\Delta (m)).}
{\displaystyle 0\leqslant \left|\;\int \limits _{\mathbb {R} ^{n}}\chi _{S}e^{-i\omega x}\right|\leqslant \int \limits _{\mathbb {R} ^{n}}\chi _{S}=\mu (S)\leqslant \sum _{m=1}^{\infty }\mu ([P(m),\Delta (m)]-(P(m),\Delta (m)))=0.}
Zastosowana metoda aproksymacji {\displaystyle A} przez {\displaystyle {\widetilde {A}}} daje pozytywny rezultat, gdyż standardowa konstrukcja pokrycia zbioru mierzalnego opiera się na przedziałach, których funkcje charakterystyczne są nieciągłe na zbiorze miary zero taka sama sytuacja zajdzie zatem również w przypadku {\displaystyle \chi _{\widetilde {A}}.} Można dokonać podziału na przeliczalną liczbę obszarów z których każdy jest się w stanie pokryć przy pomocy ciągu {\displaystyle [P(m),\Delta (m)]} z odpowiednio dopasowaną deltą. Ostatecznie jego wyrazy jako zbiór równoliczny z podzbiorem iloczynu kartezjańskiego (przeliczalna liczba obszarów to też przeliczalna liczba oddzielnych sum) są przeliczalne.
Stosując zależność (2), można obliczyć granicę iterowaną:
{\displaystyle {\begin{aligned}0\leqslant L&=\lim \limits _{{\widetilde {A}}\to A}\left\{\lim \limits _{m\to +\infty }\left[\lim _{\|\omega \|_{L_{\infty }}\to +\infty }\left|\int \limits _{\mathbb {R} ^{n}}\left(\chi _{S}+\sum _{j=1}^{m}1_{(P(j),\Delta (j))}\right)e^{-i\omega x}\right|\right]\right\}\\&\leqslant \lim \limits _{{\widetilde {A}}\to A}\left\{\lim \limits _{m\to +\infty }\left[\sum _{j=1}^{m}\left(\lim _{\|\omega \|_{L_{\infty }}\to +\infty }\left|\int \limits _{\mathbb {R} ^{n}}1_{[P(j),\Delta (j)]}e^{-i\omega x}dx\right|\right)\right]\right\}=0\end{aligned}}}
na mocy nierówności trójkąta:
{\displaystyle \lim \limits _{{\widetilde {A}}\to A}\left\{\lim \limits _{m\to +\infty }\left(\lim _{\|\omega \|_{L_{\infty }}\to +\infty }\left|\int \limits _{\mathbb {R} ^{n}}\chi _{A}e^{-i\omega x}\right|\right)\right\}\leqslant \lim \limits _{{\widetilde {A}}\to A}\left\{\lim \limits _{m\to +\infty }\left(\lim _{\|\omega \|_{L_{\infty }}\to +\infty }\left|\int \limits _{\mathbb {R} ^{n}}\chi _{A}e^{-i\omega x}-\int \limits _{\mathbb {R} ^{n}}\left(\chi _{S}+\sum _{j=1}^{m}1_{(P(j),\Delta (j))}\right)e^{-i\omega x}\right|\right)\right\}+L}
ponowne skorzystanie z nierówności trójkąta pozwala na wyrugowanie {\displaystyle \omega } po prawej stronie, zatem:
{\displaystyle \lim \limits _{{\widetilde {A}}\to A}\left\{\lim \limits _{m\to +\infty }\left(\lim _{\|\omega \|_{L_{\infty }}\to +\infty }\left|\int \limits _{\mathbb {R} ^{n}}\chi _{A}e^{-i\omega x}\right|\right)\right\}\leqslant \lim \limits _{{\widetilde {A}}\to A}\left\{\lim \limits _{m\to +\infty }\left(\lim _{\|\omega \|_{L_{\infty }}\to +\infty }\int \limits _{\mathbb {R} ^{n}}\left|\chi _{A}-\left(\chi _{S}+\sum _{j=1}^{m}1_{(P(j),\Delta (j))}\right)\right|\right)\right\},}
stąd:
{\displaystyle \lim _{\|\omega \|_{L_{\infty }}\to +\infty }\left|\int \limits _{\mathbb {R} ^{n}}\chi _{A}e^{-i\omega x}\right|\leqslant \lim \limits _{{\widetilde {A}}\to A}\left\{\lim \limits _{m\to +\infty }\int \limits _{\mathbb {R} ^{n}}\left|\chi _{A}-\left(\chi _{S}+\sum _{j=1}^{m}1_{(P(j),\Delta (j))}\right)\right|\right\},}
pamiętając, że zbiory {\displaystyle (P(j),\Delta (j))} i {\displaystyle S} nie mają ze sobą części wspólnej:
{\displaystyle \int \limits _{\mathbb {R} ^{n}}\left|\chi _{A}-\left(\chi _{S}+\sum _{j=1}^{m}1_{(P(j),\Delta (j))}\right)\right|=\mu \left(\left[S\cup \bigcup _{j=1}^{m}(P(j),\Delta (j))\right]{\dot {-}}A\right)}
{\displaystyle \lim \limits _{m\to +\infty }\mu \left(\left[S\cup \bigcup _{j=1}^{m}(P(j),\Delta (j))\right]{\dot {-}}A\right)=\mu \left(\left[S\cup \bigcup _{j=1}^{+\infty }(P(j),\Delta (j))\right]{\dot {-}}A\right)=\mu ({\widetilde {A}}{\dot {-}}A)=\mu ({\widetilde {A}})-\mu (A).}
Równość powyżej jest naturalną konsekwencją iż na mocy przyjętych założeń {\displaystyle A\subseteq {\widetilde {A}},} wobec czego różnica symetryczna zbiorów {\displaystyle {\widetilde {A}}{\dot {-}}A={\widetilde {A}}\setminus A} natomiast miara Lebesgue’a będzie różnicą miar. Uwzględniając, że {\displaystyle A} jest zbiorem mierzalnym o skończonej mierze, można wyznaczyć granicę:
|  |  | {\displaystyle 0\leqslant \lim _{\\|\omega \\|_{L_{\infty }}\to +\infty }\left\|\int \limits _{\mathbb {R} ^{n}}\chi _{A}e^{-i\omega x}\right\|\leqslant \lim \limits _{{\widetilde {A}}\to A}\mu ({\widetilde {A}})-\mu (A)=0.} |  | (3) |

Niech {\displaystyle g:\mathbb {R} ^{n}\to [0,+\infty )} będzie funkcją mierzalną z przestrzeni {\displaystyle \mathrm {L} ^{1}(\mathbb {R} ^{n}),} jej całkę Lebesgue’a można zatem obliczyć jako:
|  |  | {\displaystyle \int \limits _{A}g=\lim \limits _{\delta \to 0^{+}}\left(\lim \limits _{m\to +\infty }\sum _{j=1}^{m}\delta \mu (A_{j})\right),} |  | (4) |

zaś samą funkcję {\displaystyle g} przedstawić wyrażeniem:
{\displaystyle g=\lim \limits _{\delta \to 0^{+}}\left(\lim \limits _{m\to +\infty }\sum _{j=1}^{m}\delta \chi _{r_{j}}\right),}
gdzie {\displaystyle A_{j}=\{x\in {\text{obszaru całkowania A}}:g(x)>j\delta \}} zaś {\displaystyle r_{j}=\{x\in \mathbb {R} ^{n}:g(x)>j\delta \}.}
Licząc granicę iterowaną i korzystając z faktu, iż {\displaystyle \forall _{x\in \mathbb {R} ^{n}}\left(g(x)\geqslant 0\ \wedge \ \int \limits _{\mathbb {R} ^{n}}|g|=\int \limits _{\mathbb {R} ^{n}}g<+\infty \right)} powoduje, że {\displaystyle \forall _{(j,\delta )\in \mathbb {Z} _{+}\times \mathbb {R} _{+}}\ \mu (r_{j})<+\infty } co pozwala skorzystać z zależności (3) a zatem:
{\displaystyle 0\leqslant L_{g}=\lim \limits _{\delta \to 0^{+}}\left\{\lim \limits _{m\to +\infty }\left[\lim _{\|\omega \|_{L_{\infty }}\to +\infty }\left|\int \limits _{\mathbb {R} ^{n}}\left(\sum _{j=1}^{m}\delta \chi _{r_{j}}\right)e^{-i\omega x}\right|\right]\right\}\leqslant \lim \limits _{\delta \to 0^{+}}\left\{\lim \limits _{m\to +\infty }\left[\sum _{j=1}^{m}\left(\delta \lim _{\|\omega \|_{L_{\infty }}\to +\infty }\left|\int \limits _{\mathbb {R} ^{n}}\chi _{r_{j}}e^{-i\omega x}\right|\right)\right]\right\}=0,}
stosując ponownie nierówność trójkąta:
{\displaystyle {\begin{aligned}\lim \limits _{\delta \to 0^{+}}\left\{\lim \limits _{m\to +\infty }\left(\lim _{\|\omega \|_{L_{\infty }}\to +\infty }\left|\int \limits _{\mathbb {R} ^{n}}ge^{-i\omega x}\right|\right)\right\}&\leqslant \lim \limits _{\delta \to 0^{+}}\left\{\lim \limits _{m\to +\infty }\left(\lim _{\|\omega \|_{L_{\infty }}\to +\infty }\left|\int \limits _{\mathbb {R} ^{n}}ge^{-i\omega x}-\int \limits _{\mathbb {R} ^{n}}\left(\sum _{j=1}^{m}\delta \chi _{r_{j}}\right)e^{-i\omega x}\right|\right)\right\}+L_{g}\\&\leqslant \lim \limits _{\delta \to 0^{+}}\left\{\lim \limits _{m\to +\infty }\left(\lim _{\|\omega \|_{L_{\infty }}\to +\infty }\int \limits _{\mathbb {R} ^{n}}\left|g-\left(\sum _{j=1}^{m}\delta \chi _{r_{j}}\right)\right|\right)\right\},\end{aligned}}}
więc:
{\displaystyle \lim _{\|\omega \|_{L_{\infty }}\to +\infty }\left|\int \limits _{\mathbb {R} ^{n}}ge^{-i\omega x}\right|\leqslant \lim \limits _{\delta \to 0^{+}}\left\{\lim \limits _{m\to +\infty }\left(\int \limits _{\mathbb {R} ^{n}}\left|g-\sum _{j=1}^{m}\delta \chi _{r_{j}}\right|\right)\right\}.}
Uwzględniwszy, że na mocy założeń dla każdego {\displaystyle x\in \mathbb {R} ^{n}} funkcja {\displaystyle g(x)\geqslant 0,} a także, iż {\displaystyle \forall _{(m,\delta )\in \mathbb {Z} _{+}\times \mathbb {R} _{+}}\ g\geqslant \sum _{j=1}^{m}\delta \chi _{r_{j}}} oraz zależność (4):
|  |  | {\displaystyle \lim _{\\|\omega \\|_{L_{\infty }}\to +\infty }\left\|\int \limits _{\mathbb {R} ^{n}}ge^{-i\omega x}\right\|\leqslant \int \limits _{\mathbb {R} ^{n}}g-\lim \limits _{\delta \to 0^{+}}\left\{\lim \limits _{m\to +\infty }\left(\int \limits _{\mathbb {R} ^{n}}\sum _{j=1}^{m}\delta \chi _{r_{j}}\right)\right\}=\int \limits _{\mathbb {R} ^{n}}g-\lim \limits _{\delta \to 0^{+}}\left\{\lim \limits _{m\to +\infty }\left(\sum _{j=1}^{m}\delta \mu (r_{j})\right)\right\}=0.} |  | (5) |

Powyższy rezultat jest ściśle powiązany z przynależnością {\displaystyle g(x)} do przestrzeni {\displaystyle \mathrm {L} ^{1}(\mathbb {R} ^{n}),} oraz mierzalnością, co pozwala na uniknięcie braku istnienia granicy i symbolów nieoznaczonych typu {\displaystyle \infty -\infty .}
Niech {\displaystyle h:\mathbb {R} ^{n}\to \mathbb {R} } będzie funkcją mierzalną z przestrzeni {\displaystyle \mathrm {L} ^{1}(\mathbb {R} ^{n})} wówczas jej całkę Lebesgue’a można przedstawić w postaci:
{\displaystyle \int h=\int h^{+}-\int h^{-},}
gdzie {\displaystyle h^{+}:=\max(h,0)} zaś {\displaystyle h^{-}:=\max(-h,0).} Uwzględnienie postulatu σ-skończoności, który cechuje miarę Lebesgue’a i implikuje mierzalnością zbiorów {\displaystyle \mathbb {R} _{+}} i {\displaystyle \mathbb {R} _{-},} prowadzi do wniosku, że funkcje {\displaystyle h^{+}} i {\displaystyle h^{-}} muszą być mierzalne jeżeli mierzalnym jest {\displaystyle h,} ponadto:
{\displaystyle \int \limits _{\mathbb {R} ^{n}}|h|=\int \limits _{\mathbb {R} ^{n}}h^{+}+\int \limits _{\mathbb {R} ^{n}}h^{-}<+\infty ,}
więc {\displaystyle h^{+}\in L^{1}(\mathbb {R} ^{n})\ \wedge \ h^{-}\in L^{1}(\mathbb {R} ^{n}),} co pozwala mi na skorzystanie z zależności (5) a zatem:
|  |  | {\displaystyle \lim _{\\|\omega \\|_{L_{\infty }}\to +\infty }\int \limits _{\mathbb {R} ^{n}}he^{-i\omega x}=\lim _{\\|\omega \\|_{L_{\infty }}\to +\infty }\int \limits _{\mathbb {R} ^{n}}h^{+}e^{-i\omega x}-\lim _{\\|\omega \\|_{L_{\infty }}\to +\infty }\int \limits _{\mathbb {R} ^{n}}h^{-}e^{-i\omega x}=0+0=0.} |  | (6) |

Teraz można już przeprowadzić ostateczny dowód dla funkcji {\displaystyle f,} scharakteryzowanej wraz z wyrażeniem (1). Założenie dotyczące mierzalności skutkuje mierzalnością {\displaystyle \Re {f}} oraz {\displaystyle \Im {f}.} Ponadto:
{\displaystyle 0\leqslant \min \left(\int \limits _{\mathbb {R} ^{n}}\left|\Im {f}\right|,\int \limits _{\mathbb {R} ^{n}}\left|\Re {f}\right|\right)\leqslant \max \left(\int \limits _{\mathbb {R} ^{n}}\left|\Im {f}\right|,\int \limits _{\mathbb {R} ^{n}}\left|\Re {f}\right|\right)\leqslant \int \limits _{\mathbb {R} ^{n}}|f|<+\infty ,}
wobec czego {\displaystyle \Im {f}\in L^{1}(\mathbb {R} ^{n})\ \wedge \ \Re {f}\in L^{1}(\mathbb {R} ^{n}),} dzięki czemu można użyć zależności (6), więc:
{\displaystyle \lim _{\|\omega \|_{L_{\infty }}\to +\infty }\int \limits _{\mathbb {R} ^{n}}fe^{-i\omega x}=\lim _{\|\omega \|_{L_{\infty }}\to +\infty }\int \limits _{\mathbb {R} ^{n}}\Re {f}e^{-i\omega x}+\lim _{\|\omega \|_{L_{\infty }}\to +\infty }\int \limits _{\mathbb {R} ^{n}}i\Im {f}e^{-i\omega x}=0+i0=0,}
co też należało wykazać. Zachodzenie całkowalności w sensie Riemanna, jest możliwe tylko w przypadku zachodzenia całkowalności w sensie Lebesgue’a, zatem odrębny dowód nie jest konieczny, gdyż prowadzi do identycznego rezultatu. Istnieje całkiem spora grupa funkcji z przestrzeni L1, dla których granica (1) w sensie R-całki nie istnieje, czego przykładem jest chociażby {\displaystyle {\frac {1_{\mathbb {Q} }2-1}{1+x^{2}}},} co nie jest wynikiem, który powinno się traktować jako miarodajny, gdyż dowolny zbiór przeliczalny {\displaystyle M\subset \mathbb {R} ^{n}} można pokryć sumą o postaci {\displaystyle \bigcup _{m=1}^{\infty }\left[P(m),{\sqrt[{n}]{\frac {\varepsilon }{2^{m+1}}}}\right],} gdzie {\displaystyle \varepsilon >0} może być dowolnie bliski zeru, natomiast funkcja {\displaystyle P:\mathbb {Z} _{+}\to M,} jest zazwyczaj bijekcją. Czuje się tutaj jednocześnie wyraźny sens istnienia nieprzeliczalności, gdyż w przypadku policzalności zbioru {\displaystyle \mathbb {R} } wszystko byłoby skomasowane w dokładnie jednym punkcie, czyli nie miałoby sensu.